# Sergej Nemčinov
Sergej L'vovič Nemčinov (in russo Серге́й Львович Немчинов?; Mosca, 14 gennaio 1964) è un ex hockeista su ghiaccio russo, fino al 1991 sovietico.

## Palmarès

### Olimpiadi invernali
- 1 medaglia[1]:
  - 1 argento (Nagano 1998)

### Mondiali
- 3 medaglie[2]:
  - 2 ori (Svezia 1989, Svizzera 1990)
  - 1 bronzo (Finlandia 1991)

### Canada Cup
- 1 medaglia[2]:
  - 1 argento (1987)

### Mondiali juniores
- 2 medaglie[2]:
  - 2 ori (1983, 1984)

### Europei juniores
- 1 medaglia[2]:
  - 1 bronzo (1982)